# László Jakabházy
László Jakabházy (Budapest, 14 de noviembre de 1938 – marzo de 2025) fue un jugador y entrenador de hockey sobre hielo húngaro que jugó en la posición de centro.

## Carrera deportiva

### Club
Jugó toda su carrera con el Ferencvaros de 1961 a 1968, equipo con el que ganó la OB I bajnokság en cuatro ocasiones y la copa de Hungría una vez.

### Selección nacional
Jugó con Hungría en los Juegos Olímpicos de Innsbruck 1964 donde terminó en último lugar entre 16 equipos.

## Logros
- OB I bajnokság (4): 1961, 1962, 1964, 1967
- Copa de Hungría (1): 1968